# Eremiascincus musivus
Eremiascincus musivus — вид сцинкоподібних ящірок родини сцинкових (Scincidae). Ендемік Австралії.

## Поширення і екологія
Eremiascincus musivus мешкають в Західній Австралії, де зустрічаються на узбережжі Пілбари, в Дампірленді та у Великій Піщаній пустелі. Вони живуть в різноманітних природних середовищах, від сухих луків і піщаних дюн до невисоких рідколісь і напівпустельних чагарникових заростей. Ведуть нічний, риючий спосіб життя.